# 瓦尔斯海姆
瓦尔斯海姆是德国莱茵兰-普法尔茨州的一个市镇。总面积5.15平方公里，总人口528人，其中男性257人，女性271人（2011年12月31日），人口密度103人/平方公里。